# 탱크 트루퍼스
《탱크 트루퍼스》는 닌텐도가 발매한 전차 기반 3인칭 슈팅 액션 게임이다. 닌텐도 내 개발부서 닌텐도 기획제작본부가 비테이와의 협력으로 개발했으며 닌텐도 3DS 전용 게임으로 제작됐다.
2016년 12월 일본에서 3DS 닌텐도 e숍을 통해 처음 출시됐으며, 그 외 지역에선 2017년 2월에 발매됐다.

## 참조

### 내용주
1. ↑  영어: Tank Troopers